# Laurent Vidal
Laurent Vidal (Sète, 18 de Fevereiro de 1984 - Gigean, 10 de Novembro de 2015) foi um triatleta profissional francês. 
Três vezes campeão francês (2009, 2011 e 2012) e duas participações olímpicas. Em Pequim 2008 ele ficou em 36°, enquanto em Londres 2012, foi 5° colocado.